# Torricella Sicura
Torricella Sicura – miejscowość i gmina we Włoszech, w regionie Abruzja, w prowincji Teramo.
Według danych na rok 2004 gminę zamieszkiwało 2687 osób, 49,8 os./km².

## Bibliografia

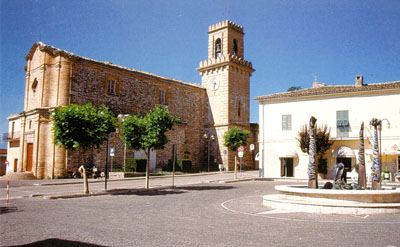